# 香川県道126号讃岐白鳥停車場湊線
香川県道126号讃岐白鳥停車場湊線（かがわけんどう126ごう さぬきしろとりていしゃじょうみなとせん）は、香川県東かがわ市を通る一般県道である。

## 概要
東かがわ市松原から東かがわ市湊に至る。

### 路線データ
- 起点：東かがわ市松原（JR四国高徳線 讃岐白鳥駅前、香川県道125号讃岐白鳥停車場線起点）
- 終点：東かがわ市湊（湊大橋東詰交差点、国道11号交点）
- 総延長：1.804 km

## 路線状況

### 重複区間
- 香川県道125号讃岐白鳥停車場線（東かがわ市松原）

### 道路施設

#### 橋梁
新町橋（前川、東かがわ市、香川県道125号讃岐白鳥停車場線重複区間内）

## 地理

### 通過する自治体
- 東かがわ市

### 交差する道路
| 交差する道路                               | 交差する場所 | 交差する場所      |
| ------------------------------------------ | ------------ | ----------------- |
| 香川県道125号讃岐白鳥停車場線 重複区間起点 | 松原         | 起点              |
| 香川県道125号讃岐白鳥停車場線 重複区間終点 | 松原         |                   |
| 国道11号                                   | 湊           | 前場交差点 / 終点 |

### 交差する鉄道
- 高徳線

### 沿線
- JR四国高徳線 讃岐白鳥駅